# Französische Meisterschaften im Skispringen 2015
Die französischen Meisterschaften im Skispringen 2015 fanden vom 27. und 29. März in Chaux-Neuve statt und wurden auf der Großschanze La Côte Feuillée ausgetragen. Die Einzelspringen wurden von den favorisierten Vincent Descombes Sevoie und Coline Mattel gewonnen. Juniorenmeister wurde Paul Brasme. Beim Teamspringen ging das Team Mont Blanc I aus dem Département Haute-Savoie  (Region Auvergne-Rhône-Alpes) siegreich hervor. Im Rahmen der Meisterschaften wurden Sébastien Lacroix und Jason Lamy Chappuis verabschiedet, die ihre Karrieren beendeten (Lamy Chappuis kehrte später zurück).

## Austragungsort
| \| Chaux-Neuve \| |
| Chaux-Neuve       |

| Chaux-Neuve |

## Programm und Zeitplan
Die französischen Meisterschaften im Skispringen fanden gemeinsam mit jenen in der Nordischen Kombination in Chaux-Neuve statt. Darüber hinaus wurden zeitgleich in La Féclaz die Meisterschaften im Biathlon und im Skilanglauf abgehalten. Die folgende Tabelle führt den Zeitplan der Skisprungwettbewerbe an:
| Datum         | Uhrzeit      | Ereignis                |
| ------------- | ------------ | ----------------------- |
| Fr., 27. März | 09:00        | Freies Training         |
| Sa., 28. März | 09:00        | Probedurchgang          |
| Sa., 28. März | 10:00        | Erster Durchgang Einzel |
| Sa., 28. März | anschließend | Finaldurchgang Einzel   |
| Sa., 28. März | 16:30        | Preisverleihung         |
| So., 29. März | 09:00        | Probedurchgang          |
| So., 29. März | 10:00        | Erster Durchgang Einzel |
| So., 29. März | anschließend | Finaldurchgang Einzel   |
| So., 29. März | 11:45        | Preisverleihung         |

## Ergebnisse

### Frauen Einzel
Am Einzelspringen der Frauen nahmen sechs Athletinnen, darunter eine Schweizerin, teil. Es gab lediglich zwei Sprünge über den Konstruktionspunkt von 106 Metern.
| Platz | Name               | Verein           | Weite 1 | Weite 2 | Punkte |
| ----- | ------------------ | ---------------- | ------- | ------- | ------ |
| 01.   | Coline Mattel      | CS Courchevel    | 109,0 m | 106,5 m | 234,3  |
| 02.   | Léa Lemare         | CS Courchevel    | 103,0 m | 103,5 m | 213,6  |
| 03.   | Julia Clair        | SC Xonrupt       | 096,0 m | 102,5 m | 194,1  |
| 04.   | Sabrina Windmüller | SSC Toggenburg   | 092,5 m | 096,0 m | 177,7  |
| 05.   | Océane Avocat Gros | ASPTT Annemasse  | 077,0 m | 082,5 m | 119,0  |
| 06.   | Marie Hoyau        | SC Saint-Gervais | 065,0 m | 066,0 m | 054,7  |

### Männer Einzel
Am Einzelspringen der Männer nahmen 51 Athleten, darunter vier Schweizer teil. Nachdem Vincent Descombes Sevoie nach seinem ersten Sprung auf 120,5 Meter deutlich in Führung lag, konnte er sich einen verglichen schwächeren Sprung im Finaldurchgang leisten und schließlich den Titel mit 2,4 Punkten Vorsprung gewinnen. Darüber hinaus fand anhand der folgenden Ergebnisse auch die Vergabe des Juniorenmeistertitels statt. Diesen gewann Paul Brasme vor Noëlig Revilliod Blanchard und Mathis Contamine.
| Platz | Name                       | Verein          | Weite 1 | Weite 2 | Punkte |
| ----- | -------------------------- | --------------- | ------- | ------- | ------ |
| 01.   | Vincent Descombes Sevoie   | CS Chamonix     | 120,5 m | 111,5 m | 266,0  |
| 02.   | Paul Brasme                | US Ventron      | 113,0 m | 118,5 m | 263,6  |
| 03.   | Nicolas Mayer              | CS Courchevel   | 113,0 m | 117,0 m | 254,9  |
| 04.   | Gabriel Karlen             | SC Gstaad       | 114,0 m | 112,5 m | 253,6  |
| 05.   | Maxime Laheurte            | Gérardmer SN    | 116,0 m | 112,0 m | 252,8  |
| 06.   | Ronan Lamy Chappuis        | SC Bois d’Amont | 109,5 m | 114,5 m | 247,6  |
| 07.   | Jason Lamy Chappuis        | SC Bois d’Amont | 108,5 m | 111,0 m | 241,0  |
| 08.   | Tobias Birchler            | SC Einsiedeln   | 108,5 m | 108,5 m | 237,0  |
| 09.   | François Braud             | CS Chamonix     | 109,0 m | 108,0 m | 236,5  |
| 10.   | Noëlig Revilliod Blanchard | SC Contamine    | 106,0 m | 110,0 m | 233,2  |
| 11.   | Mathis Contamine           | CS Courchevel   | 107,0 m | 107,0 m | 227,1  |
| 12.   | Laurent Muhlethaler        | Prémanon SC     | 107,0 m | 106,5 m | 224,7  |
| 13.   | Hugo Buffard               | Ski Rousses     | 107,0 m | 105,0 m | 223,5  |
| 14.   | Thomas Roch Dupland        | SC Contamine    | 106,5 m | 106,0 m | 223,4  |
| 15.   | Arthur Royer               | CS Courchevel   | 103,5 m | 107,5 m | 221,7  |

### Team
Das Teamspringen fand zum Abschluss der Meisterschaften am 29. März statt. Es waren 13 Teams am Start. Es traten überwiegend reine Männer-Teams an, jedoch nahmen vereinzelt auch gemischte Teams am Wettkampf teil. Aufgrund von Regen und starkem Wind musste der zweite Durchgang abgesagt werden. Mit einem großen Vorsprung gewann das Team Mont Blanc I.
| Platz | Team          | Namen                                                                                  | Punkte                  | Gesamt |
| ----- | ------------- | -------------------------------------------------------------------------------------- | ----------------------- | ------ |
| 01.   | Mont Blanc I  | Thomas Roch Dupland Noëlig Revilliod Blanchard François Braud Vincent Descombes Sevoie | 123,9 123,6 112,5 125,1 | 485,1  |
| 02.   | Jura I        | Ronan Lamy Chappuis Sébastien Lacroix Laurent Muhlethaler Jason Lamy Chappuis          | 118,7 096,1 118,5 123,9 | 457,2  |
| 03.   | Savoie I      | Mathis Contamine Léa Lemare Arthur Royer Nicolas Mayer                                 | 114,8 085,3 115,1 128,3 | 443,5  |
| 04.   | Vosges I      | Lilian Vaxelaire Antoine Gérard Maxime Laheurte Paul Brasme                            | 108,0 101,1 123,8 100,2 | 433,1  |
| 05.   | Mont Blanc II | Coline Mattel Geoffrey Lafarge Nicolas Martin Luc Claret Tournier                      | 081,3 089,3 101,9 121,9 | 394,4  |
| 06.   | Schweiz I     | Sabrina Windmüller Tobias Birchler Luca Egloff Gabriel Karlen                          | 057,1 099,3 105,6 132,0 | 394,0  |